# Gertrude Barrows Bennett
Gertrude Barrows Bennett (1883–1948) fou una escriptora de ciència-ficció, fantasia i terror reconeguda per ser la creadora de la fantasia obscura moderna. Publicà les seues obres sota el pseudònim de Francis Stevens. Influí a A. Merritt i H. P. Lovecraft.